# ITF Women's Circuit Riviera De Sao Lourenco 2012
L'ITF Women's Circuit Riviera De Sao Lourenco 2012 è stato un torneo di tennis facente parte della categoria ITF Women's Circuit nell'ambito dell'ITF Women's Circuit 2012. Il torneo si è giocato a Riviera de São Lourenço, una spiaggia del municipio di Bertioga, in Brasile, dal 6 al 12 febbraio 2012 su campi in cemento e aveva un montepremi di $25,000.

## Vincitori

### Singolare
Roxane Vaisemberg ha battuto in finale  Bianca Botto con il punteggio di 6–1, 6–1

### Doppio
Mailen Auroux /  María Irigoyen hanno battuto in finale  Verónica Cepede Royg /  Florencia Molinero con il punteggio di 6–3, 6–1